# Fryderyki 2010
Fryderyki 2010 – 16. edycja polskich nagród muzycznych Fryderyków, przyznawanych przez Akademię Fonograficzną (powołaną przez Związek Producentów Audio-Video), honorująca dokonania przemysłu muzycznego między 1 grudnia 2008 a 30 listopada 2009. Ceremonie wręczenia nagród zostały odwołane z powodu żałoby narodowej po katastrofie polskiego Tu-154 w Smoleńsku. Zamiast nich 19 kwietnia 2010 w Bazylice Najświętszego Serca Jezusowego w Warszawie odbył się koncert Fryderyk 2010 – Artyści w hołdzie ofiarom katastrofy lotniczej w Smoleńsku, podczas którego zostali wyczytani zwycięzcy nagród. Koncert, poprowadzony przez Iwonę Schymallę i Artura Orzecha, był emitowany przez TVP1.
Nagrody konkursowe zostały przyznane w 34 kategoriach (20 w sekcji muzyki rozrywkowej, 3 w sekcji muzyki jazzowej i 11 w sekcji muzyki poważnej). Najwięcej nominacji (10) i nagród (6) otrzymała Katarzyna Nosowska. Hey i Paweł Krawczyk wygrali po 3 nagrody, zaś BiFF, Jerzy Semkow, Marcin Zdunik, Rafał Blechacz, Royal Concertgebouw Orchestra, Tomasz Stańko i Wojciech Karolak po 2. Poza nagrodami konkursowymi zostały przyznane dwa Złote Fryderyki.

## Organizacja
23 lutego 2007 Andrzej Puczyński i Jan Chojnacki, reprezentujący zarząd Związku Producentów Audio-Video (ZPAV), podpisali ze Stanisławem Trzcińskim, prezesem agencji STX Jamboree, umowę w sprawie wyłącznej organizacji i promocji Fryderyków w latach 2007–2010. Ponadto przedsiębiorstwo mogło rozporządzać prawami do transmisji telewizyjnej wręczenia nagród.
23 lutego 2010 Akademia Fonograficzna ogłosiła nominacje do Fryderyków 2010 oraz ujawniła, że honorowe Złote Fryderyki otrzymają Ewa Demarczyk i Wojciech Karolak. Równocześnie ZPAV zapowiedział, że dwie ceremonie wręczenia nagród odbędą się 19 kwietnia. Pierwsza, obejmująca kategorie muzyki poważnej i jazzowej, miała się odbyć w Bazylice Najświętszego Serca Jezusowego, zaś druga, obejmująca kategorie muzyki rozrywkowej, w Teatrze Polskim. Dodatkowo ZPAV poinformował, że podczas gali zostaną po raz pierwszy wręczone nagrody dla cyfrowych piosenek roku. Głosowanie członków Akademii Fonograficznej po raz pierwszy odbyło się poprzez system elektroniczny, a nie korespondencyjnie.
13 kwietnia 2010 ZPAV poinformował, że gale wręczenia nagród zostały odwołane z powodu żałoby narodowej po katastrofie polskiego Tu-154 w Smoleńsku, a zamiast nich 19 kwietnia o 20:20 odbędzie się koncert Fryderyk 2010 – Artyści w hołdzie ofiarom katastrofy lotniczej w Smoleńsku, podczas którego artyści zaśpiewają w hołdzie ofiarom tragedii, zaś laureaci zostaną tylko odczytani. Wydarzenie poprowadzili Iwona Schymalla i Artur Orzech, a jego transmisja na żywo odbyła się w TVP1. Sponsorami koncertu byli koncern PepsiCo i portal Muzodajnia.pl.
Kameralna uroczystość wręczenia nagród zwycięzcom odbyła się 24 maja 2010 w Fabryce Trzciny w Warszawie.

## KoncertFryderyk 2010 – Artyści w hołdzie ofiarom katastrofy lotniczej w Smoleńsku
Występy podczas koncertu:

- Janusz Olejniczak – Nokturn cis-moll opus
- Anna Maria Jopek – „Cichy zapada zmrok”
- Bartłomiej Kominek
- Kayah i Royal String Quartet – „Wiosna przyjdzie i tak”
- Kwartet Camerata
- Witek Łukaszewski, Grand Piano i Krzysztof Kolberger – Fortepian Szopena
- Nahorny Sekstet – Preludium e-moll
- Agata Zubel, Marcin Grabosz i Krzysztof Kolberger
- Justyna Steczkowska – „Wracam do domu”
- Wojciech Karolak Kwartet – „’Round Midnight”
- Maryla Rodowicz – „Konie”
- Soyka Kwintet – Omnia nuda et a perta
- Kayah, Kuba Badach, Stanisław Sojka, Maryla Rodowicz, Justyna Steczkowska, Piotr Cugowski, Ewa Bem, Agata Zubel, Dorota Miśkiewicz, Marcin Wyrostek, Adam Sztaba i Grupa MoCarta – „Dziwny jest ten świat”

## Laureaci i nominowani

### Sekcja muzyki rozrywkowej
| Piosenka roku | Nowa twarz fonografii |
| --- | --- |
| - „Kto tam? Kto jest w środku?” – Hey - „Barykady” – Lipali - „Chodź, przytul, przebacz” – Andrzej Piaseczny - „Nie mogę cię zapomnieć” – Agnieszka Chylińska - „Pies 1” – BiFF | - BiFF - Borys Szyc - AudioFeels - Kumka Olik - Michał Rudaś |
| Wokalista roku | Wokalistka roku |
| - Tomasz Lipnicki - Andrzej Piaseczny - Maciej Maleńczuk - Tymon Tymański - Stanisław Sojka | - Gaba Kulka - Agnieszka Chylińska - Ewa Farna - Kayah - Katarzyna Nosowska |
| Grupa roku | Produkcja muzyczna roku |
| - Hey - Afromental - Behemoth - Kapela ze Wsi Warszawa - Lipali | - Miłość! Uwaga! Ratunku! Pomocy! – Hey - produkcja muzyczna i realizacja: Marcin Bors - produkcja muzyczna: Paweł Krawczyk - Ano – BiFF - produkcja muzyczna i realizacja: Marcin Bors - Evangelion – Behemoth - produkcja muzyczna: Nergal, Daniel Bergstrand, Sławomir Wiesławski, Wojciech Wiesławski i Colin Richardson - realizacja: Arkadiusz Malczewski, Janusz Bryt i Kuba Mańkowski - „Kto tam? Kto jest w środku?” – Hey - produkcja muzyczna i realizacja: Marcin Bors - produkcja muzyczna: Paweł Krawczyk - Sleepwalk – Konrad Kucz i Gaba Kulka - produkcja muzyczna i realizacja: Bogdan Kondracki |
| Kompozytor roku | Autor roku |
| - Seweryn Krajewski - BiFF - Katarzyna Nosowska i Paweł Krawczyk - Mateusz Pospieszalski - Tomasz Lipnicki | - Katarzyna Nosowska - Andrzej Piaseczny - BiFF - Kayah - Tomasz Lipnicki - Maciej Maleńczuk |
| Album roku pop | Album roku rock |
| - Closer – Mika Urbaniak - Cicho – Ewa Farna - Modern Rocking – Agnieszka Chylińska - Psychodancing 2 – Maciej Maleńczuk i Psychodancing - Skała – Kayah | - Miłość! Uwaga! Ratunku! Pomocy! – Hey - Cztery – Ocean - Der Prozess – Armia - Trio – Lipali - MTV Unplugged – Wilki |
| Album roku heavy metal | Album roku muzyka alternatywna |
| - Evangelion – Behemoth - HellWood – Hunter - Necropolis – Vader - Nowy dzień – Ametria - Strażnik Światła – Turbo | - Bigos Heart – Tymon & The Transistors - Faith, Hope + Fury – Pati Yang - Hat, Rabbit – Gaba Kulka - ŁąkiŁanda – Łąki Łan - Sleepwalk – Konrad Kucz i Gaba Kulka |
| Album roku muzyka klubowa | Album roku hip-hop / R&B |
| - Cafe Fogg 2 – różni wykonawcy - Code – Matt Kowalsky - Demakijaż – Maria Sadowska | - O.C.B. – O.S.T.R. - Doremifasofa – Sofa - Playing with Pop – Afromental - Powrócifszy… – Warszafski Deszcz - Ty przecież wiesz co – Sokół, gościnnie: Pono |
| Album roku folk / muzyka świata | Album roku blues |
| - Infinity – Kapela ze Wsi Warszawa - Addis Abeba – Maleo Reggae Rockers - Hey, koło Cieszyna – Pieśni Ziemi Cieszyńskiej – Zespół Pieśni i Tańca „Śląsk” - Po prostu – Osjan - Voo Voo i Haydamaky – Voo Voo i Haydamaky | - Live in Poland – Carlos Johnson & Joint Venture (Włodzimierz Krakus, Bartosz Niebielecki, Marek Popów i gość specjalny Wojciech Karolak) - 30 Years Have Passed – Mietek Blues Band - Blues w Filharmonii – Sławek Wierzcholski - O nic mnie nie pytaj – Obstawa Prezydenta - The Best of Studio & Live – Leszek Cichoński |
| Album roku piosenka poetycka | Najlepszy album zagraniczny |
| - Hard Land of Wonder – Anita Lipnicka - Do zobaczenia – Grzegorz Turnau - Iluzjon cz. I – Reni Jusis - Odjazd – Renata Przemyk - Studio Wąchock – Stanisław Soyka Sextet+ | - Black Gives Way to Blue – Alice in Chains - La Roux – La Roux - No Line on the Horizon – U2 - Sounds of the Universe – Depeche Mode - Walking on a Dream – Empire of the Sun |
| Wydawnictwo specjalne – najlepsza oprawa graficzna | Videoklip roku |
| - Miłość! Uwaga! Ratunku! Pomocy! – Hey - projekt graficzny: Macio Moretti - Ano – BiFF - projekt graficzny: Marcin Szymkowiak i Dominik Bułka - Aurum – Closterkeller - projekt graficzny: Albert Bonarski - Evangelion – Behemoth - projekt graficzny: Tomasz Daniłowicz - Skała – Kayah - projekt graficzny: Marek Mielnicki | - „Pies 1” – BiFF - reżyseria: Grzegorz Nowiński - „Barykady” – Lipali - reżyseria: Dariusz Szermanowicz - „Kto tam? Kto jest w środku?” – Hey - reżyseria: Michał Braum - „Nie mogę cię zapomnieć” – Agnieszka Chylińska - reżyseria: Jacek Kościuszko - „Ov Fire and the Void” – Behemoth - reżyseria: Dariusz Szermanowicz i Paweł Krawczyk |

### Sekcja muzyki jazzowej
| Jazzowy muzyk roku | Jazzowy fonograficzny debiut roku |
| --- | --- |
| - Tomasz Stańko - Andrzej Jagodziński - Krzysztof Herdzin - Paweł Kaczmarczyk - Włodek Pawlik                                                                   | - Trio Mania (Piotr Mania, Adam Żuchowski i Tomasz Sowiński) - Michał Grott - Rafał Gorzycki, Kamil Pater, Aleksander Kamiński i Paweł Urowski |
| Jazzowy album roku | |
| - Dark Eyes – Tomasz Stańko - Children’s Episodes – Piotr Wyleżoł Trio - Opowieść – Wojciech Majewski - Tykocin – Włodek Pawlik - Vice Versa – Dominik Bukowski | |

### Sekcja muzyki poważnej
| Najwybitniejsze nagranie muzyki polskiej | Najwybitniejsze nagranie muzyki polskiej |
| --- | --- |
| - Rafał Blechacz – Chopin Koncerty fortepianowe - soliści: Rafał Blechacz - orkiestra/zespół: Royal Concertgebouw Orchestra - dyrygent/kierownik artystyczny: Jerzy Semkow - Krzysztof Penderecki – Wszystkie Dzieła Chóralne - orkiestra/zespół: Polski Chór Kameralny - dyrygent/kierownik artystyczny: Jan Łukaszewski - Stanisław Moryto – Gorzkie żale - soliści: Joanna Łukaszewska, Renata Landowska-Szczerbaczewicz, Michał Sławecki, Jarosław Gajewski - orkiestra/zespół: Zespół Reprezentacyjny Wojska Polskiego, Chór Katedry Warszawsko-Praskiej Musica Sacra - dyrygent/kierownik artystyczny: Paweł Łukaszewski - Stanisław Moryto – Muzyka chóralna - orkiestra/zespół: Chór Opery i Filharmonii Podlaskiej - dyrygent/kierownik artystyczny: Violetta Bielecka - Szymanowski – Różycki String Quartets - orkiestra/zespół: Royal String Quartet | |
| Kompozytor roku | Fonograficzny debiut roku |
| - Stanisław Moryto - Agata Zubel - Krzysztof Penderecki - Paweł Mykietyn - Wojciech Kilar | - Haydn, Denisov – Cello Concertos – Marcin Zdunik - Fantaisie: Agata Igras-Sawicka – Agata Igras-Sawicka - Magia Del Tango – Marcin Wyrostek - Oktet Wokalny Octava: Pękiel, Gorczycki – Oktet wokalny „Octava” - Zabytkowe organy w Kościele Ewangelicko-Reformowanym w Warszawie – Michał Markuszewski |
| Album roku muzyka chóralna i oratoryjna | |
| - Felix Nowowiejski: Missa Pro Pace, Missa Stella Maris - soliści: Anna Dramowicz – organy, Maciej Ingielewicz – organy - orkiestra/zespół: Olsztyński Chór Kameralny Collegium Musicum, Orkiestra Symfoniczna Warmińsko-Mazurskiej Filharmonii im. Felixa Nowowiejskiego w Olsztynie - dyrygent/kierownik artystyczny: Janusz Wiliński, Janusz M. Przybylski - Klasycy Wiedeńscy - soliści: Aleksandra Topor – sopran, Wiesław Delimat – pozytyw organowy - orkiestra/zespół: Dziewczęcy Chór Katedralny Puellae Orantes, Orkiestra Kameralna Miasta Tychy Aukso - dyrygent/kierownik artystyczny: Marek Moś, ks. Władysław Pachota – przygotowanie chóru - Musica Sacromontana - orkiestra/zespół: Polska Orkiestra Radiowa, Zespół Śpiewaków Miasta Katowice Camerata Silesia, Orkiestra Akademii Beethovenowskiej, Chór KUL Jan Pawła II oraz soliści - dyrygent/kierownik artystyczny: Marcin Nałęcz-Niesiołowski, Łukasz Borowicz | |
| Album roku muzyka dawna i barokowa | |
| - Battalia - soliści: Piotr Wawreniuk, Michał Kiljan, Piotr Dąbrowski, Robert Krajewski, Roman Miller - Johann Sebastian Bach – Concertos for 4-3-2-1 pianos - soliści: Tatiana Szebanowa, Stanisław Drzewiecki, Jarosław Drzewiecki, Andrzej Jasiński - orkiestra/zespół: Warszawscy Soliści Concerto Avenna - dyrygent/kierownik artystyczny: Jerzy Maksymiuk - Mikołaj Zieleński Opera Omnia Vol. 1: Offertoria Totius Anni 1611 - soliści: Andrzej Białko, Bartłomiej Banek, Susi Ferfoglia - orkiestra/zespół: Collegium Zieleński, Capella Cracoviensis - dyrygent/kierownik artystyczny: Stanisław Gałoński | |
| Album roku muzyka kameralna | |
| - Szymanowski – Różycki String Quartets - orkiestra/zespół: Royal String Quartet - Andrzej Krzanowski in Memoriam - soliści: Agata Zubel – sopran - orkiestra/zespół: Kwartet Śląski - Grażyna Bacewicz: Utwory na Orkiestrę Kameralną vol. I - soliści: Bartłomiej Kominek – fortepian - orkiestra/zespół: Radomska Orkiestra Kameralna - dyrygent/kierownik artystyczny: Maciej Żółtowski - Magia Del Tango - soliści: Marcin Wyrostek – akordeon - orkiestra/zespół: Tango Corazon Quintet - dyrygent/kierownik artystyczny: Marcin Wyrostek - Ravel-Schubert - soliści: Katarzyna Popowa-Zydroń – fortepian, Leszek Sokołowski – kontrabas - orkiestra/zespół: Kwartet Camerata | |
| Album roku muzyka symfoniczna i koncertująca | |
| - Rafał Blechacz – Chopin Koncerty fortepianowe - soliści: Rafał Blechacz - orkiestra/zespół: Royal Concertgebouw Orchestra - dyrygent/kierownik artystyczny: Jerzy Semkow - Grażyna Bacewicz, Koncerty Skrzypcowe nr 1, 3 i 7 - soliści: Joanna Kurkowicz - orkiestra/zespół: Polska Orkiestra Radiowa - dyrygent/kierownik artystyczny: Łukasz Borowicz - Karłowicz/Kościelec/Kilar - soliści: Wanda Wiłkomirska – skrzypce - orkiestra/zespół: Orkiestra Symfoniczna Filharmonii Narodowej - dyrygent/kierownik artystyczny: Witold Rowicki, Stanisław Wisłocki - Karol Szymanowski – I i IV Symfonia - soliści: Jan Krzysztof Broja – fortepian - orkiestra/zespół: Orkiestra Symfoniczna Filharmonii Narodowej - dyrygent/kierownik artystyczny: Antoni Wit – dyrygent - W 100 rocznicę urodzin Grażyny Bacewicz i śmierci Mieczysława Karłowicza - soliści: Krzysztof Jakowicz – skrzypce - orkiestra/zespół: Orkiestra Opery i Filharmonii Podlaskiej w Białymstoku - dyrygent/kierownik artystyczny: Marcin Nałęcz-Niesiołowski | |
| Album roku muzyka solowa | |
| - 6 sonat na skrzypce solo Op.27 Eugène Ysaÿe - soliści: Bartłomiej Nizioł – skrzypce - Chopin: Complete solo piano works in opus order - soliści: Tatiana Szebanowa – fortepian - Live DVD Wawel o zmierzchu - soliści: Marcin Dylla – gitara klasyczna - Polska Muzyka Klawesynowa vol. I - soliści: Urszula Bartkiewicz - Zabytkowe organy w Kościele Ewangelicko-Reformowanym w Warszawie - soliści: Michał Markuszewski – organy | |
| Album roku muzyka współczesna | |
| - Agata Zubel: Cascando - soliści: Agata Zubel, Michał Moc, Cezary Duchnowski, Jan Pilch - orkiestra/zespół: Seattle Chamber Players, Cellonet (Andrzej Bauer, Bartosz Koziak, Marcin Zdunik, Mikołaj Pałosz) - dyrygent/kierownik Artystyczny: Agata Zubel - Aukso w formacie SACD & CD - soliści: Andrzej Bauer – wiolonczela, Janusz Olejniczak – fortepian - orkiestra/zespół: Orkiestra Kameralna Miasta Tychy Aukso - dyrygent/kierownik artystyczny: Marek Moś - Elżbieta Chojnacka w hołdzie Wandzie Landowskiej - soliści: Elżbieta Chojnacka – klawesyn - orkiestra/zespół: Narodowa Orkiestra Symfoniczna Polskiego Radia w Katowicach, Orkiestra Kameralna Miasta Tychy Aukso - dyrygent/kierownik artystyczny: Kazimierz Kord, Marek Moś - Stanisław Moryto – Gorzkie żale - soliści: Joanna Łukaszewska, Renata Landowska-Szczerbaczewicz, Michał Sławecki, Jarosław Gajewski - orkiestra/zespół: Zespół Reprezentacyjny Wojska Polskiego, Chór Katedry Warszawsko-Praskiej Musica Sacra - dyrygent/kierownik artystyczny: Paweł Łukaszewski - Stanisław Moryto – Muzyka chóralna - orkiestra/zespół: Chór Opery i Filharmonii Podlaskiej - dyrygent/kierownik artystyczny: Violetta Bielecka | |
| Album roku muzyka recital wokalny | |
| - Andrzej Hiolski – arie operowe, pieśni i kantaty - soliści: Andrzej Hiolski - Agata Zubel, Marcin Grabosz: Poems - soliści: Agata Zubel, Marcin Grabosz - dyrygent/kierownik artystyczny: Agata Zubel - Artur Ruciński Pieśni i arie - soliści: Artur Ruciński - orkiestra/zespół: Polska Orkiestra Radiowa - dyrygent/kierownik artystyczny: Łukasz Borowicz | |
| Album roku opera, operetka, balet | |
| - Ewa Podleś i Polska Orkiestra Radiowa - soliści: Ewa Podleś – kontralt - orkiestra/zespół: Polska Orkiestra Radiowa - dyrygent/kierownik artystyczny: Łukasz Borowicz - Halina Mickiewiczówna: Maestra koloratury - soliści: Halina Mickiewiczówna – sopran, Jerzy Gawryluk – solo na flecie, Józef Zawadzki – fortepian - orkiestra/zespół: Orkiestra Filharmonii Pomorskiej w Bydgoszczy, Orkiestra Polskiego Radia - dyrygent/kierownik artystyczny: Peter Mora, Stefan Rachoń, Zygmunt Lednicki - Karol Szymanowski – Harnasie, Mandragora, Kniaź Patiomkin - soliści: Wiesław Ochman – tenor, Alexander Pinderak – tenor, Ewa Marciniec – mezzosopran, Henryk Wojnarowski – kierownik chóru - orkiestra/zespół: Orkiestra Symfoniczna i Chór Filharmonii Narodowej - dyrygent/kierownik artystyczny: Antoni Wit – dyrygent | |

### Złote Fryderyki
Laureaci Złotych Fryderyków:

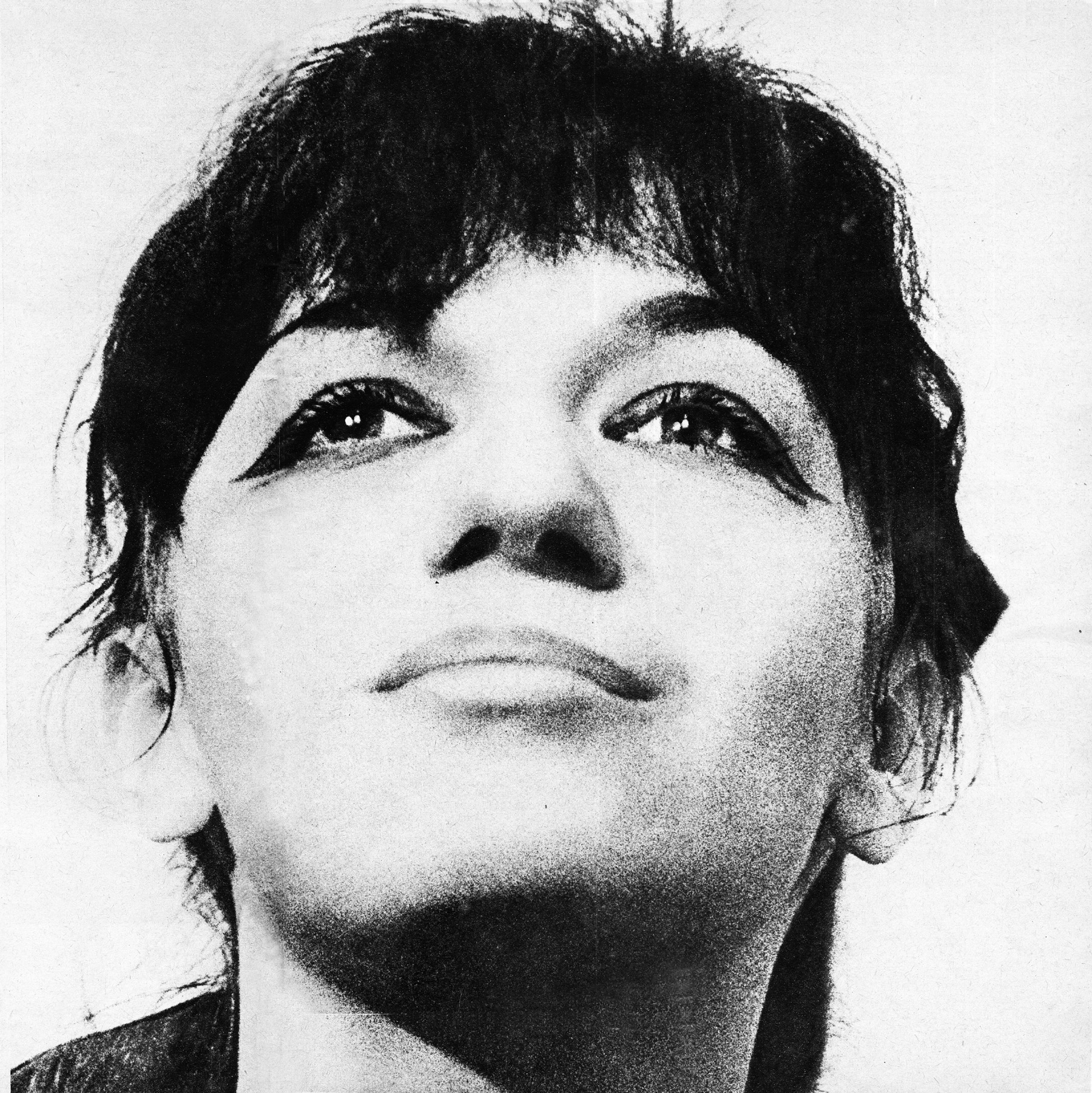
Ewa Demarczyk, laureatka Złotego Fryderyka w muzyce rozrywkowej

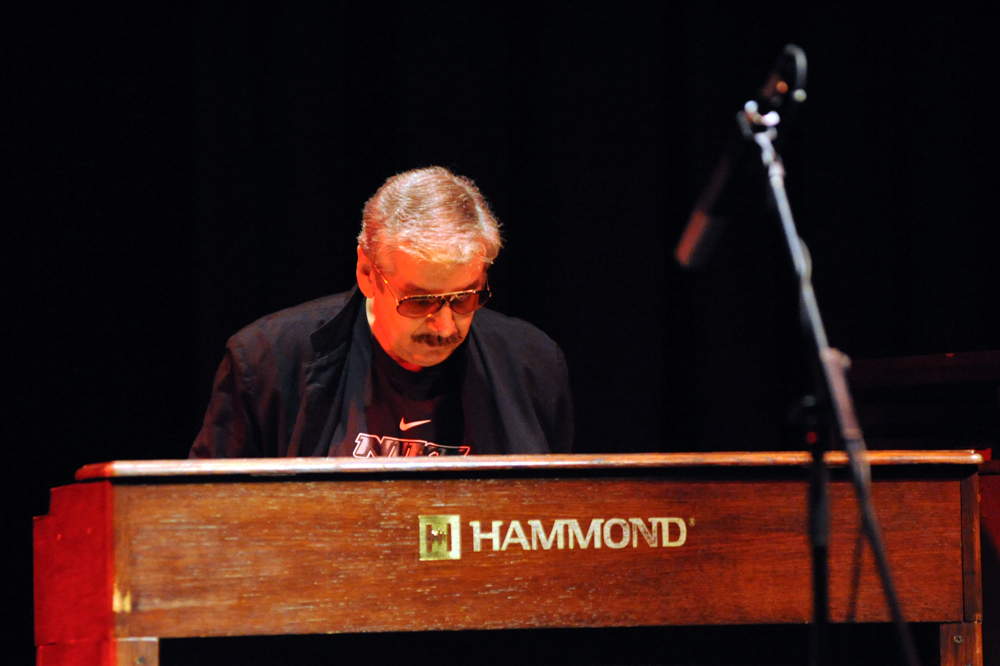
Wojciech Karolak, laureat Złotego Fryderyka w muzyce jazzowej

- Ewa Demarczyk (muzyka rozrywkowa)
- Wojciech Karolak (muzyka jazzowa)

## Statystyki
| Liczba | Osoba/zespół                                                                                          |
| ------ | --- |
| 6      | Katarzyna Nosowska                                                                                    |
| 5      | HeyPaweł Krawczyk                                                                                     |
| 2      | BiFFJerzy SemkowMarcin ZdunikRafał BlechaczRoyal Concertgebouw OrchestraTomasz StańkoWojciech Karolak |

| Liczba | Osoba/zespół |
| ------ | --- |
| 10     | Katarzyna Nosowska |
| 9      | Paweł Krawczyk |
| 7      | BiFFHeyTomasz Lipnicki |
| 5      | BehemothNergalPolska Orkiestra Radiowa                                                                                                   |
| 4      | Agata ZubelAgnieszka ChylińskaGaba KulkaKayahLipaliŁukasz Borowicz                                                                       |
| 3      | Andrzej PiasecznyMaciej MaleńczukMarcin BorsMarek Moś Orkiestra Kameralna Miasta Tychy Aukso Orkiestra Symfoniczna Filharmonii Narodowej |